# Harlem Shuffle
«Harlem Shuffle» —en español: «La movida del Harlem»— es una canción de R&B escrita y grabada originalmente por el dúo Bob & Earl en 1963 . En 1986 la banda inglesa The Rolling Stones grabó una versión lanzándola como el primer sencillo de su álbum Dirty Work. 
House of Pain sampleó la fanfarrea instrumental de apertura en su hit «Jump Around» de 1992.
El sencillo original, coarreglado por Barry White y Gene Page, alcanzó el puesto 44 en el Billboard Hot 100 y el 36 en la lista de la revista Cashbox. Si bien el estreno de 1963 en el Reino Unido fue un fracaso comercial, la reedición en 1969 alcanzó el pueston 7. Fue lanzado por Marc Records, una subsidiaria de Titan Records.
En 2003, la versión original de Bob & Earl de la canción fue clasificada en el puesto 23 por los críticos musicales de The Daily Telegraph en su lista de los "50 mejores duetos de siempre".

### Posicionamiento en las listas
| Lista (1963-1964)                          | Mejor posición |
| ------------------------------------------ | -------------- |
| Estados Unidos (Billboard Hot 100)         | 44             |
| Estados Unidos (Billboard Hot R&B Singles) | 44             |
| Estados Unidos (Cash Box Top 100)          | 36             |

| Listas (1969)                      | Mejor posición |
| ---------------------------------- | -------------- |
| Bélgica (Flandes) (Ultratop 50)    | 8              |
| Países Bajos (Dutch Top 40)        | 8              |
| Países Bajos (Mega Single Top 100) | 7              |
| Reino Unido (UK Singles Chart)     | 7              |

## Versión de The Rolling Stones
La versión de The Rolling Stones apareció en su álbum Dirty Work de 1986, lanzado como sencillo alcanzando el puesto # 5 en el Billboard Hot 100 y el #13 en el Reino Unido. Keith Richards había estado buscando nuevo material para incluir en el álbum, trabajando canciones con Ron Wood y Bobby Womack, mientras esperaba que Mick Jagger regresara de promocionar su disco solsita She's The Boss. Para sorpresa de Richards, a Jagger le gustó la adaptación y grabó sus voces rápidamente. Se convirtió en el primer cover de los Stones en ser lanzado como primer sencillo de un álbum de estudio desde 1965.
La canción fue grabada entre abril y diciembre de 1985 en los estudios Pathé Marconi de París y los estudios RPM y Right Track de Nueva York. Fue producida por The Glimmer Twins junto con Steve Lillywhite. El ingeniero en jefe de las sesiones fue Dave Jerden.
En 1986 se lanzó una mezcla extendida de 12" de la canción. En uno de los lados contenía la versión «London Mix» de 6:19 de duración, en el otro lado presenta la versión «New York Mix» de 6:35. Ambas remezclas son variaciones de la versión de 7". 
La versión «New York Mix» está disponible en álbum compilatorio Rarities 1971-2003, aunque editado a 5:48. Ambas versiones de 12" se pueden encontrar completas en el Disco 25 de Singles 1971-2006.

### Videoclip
Los Stones produjeron un vídeo musical de tres minutos que combinaba actuación en vivo y animación. La parte en vivo fue dirigida por el famoso director de animación Ralph Bakshi y la animación fue dirigida por el futuro creador de Ren & Stimpy, John Kricfalusi . Otros animadores que también trabajaron en el video fueron Lynne Naylor, Jim Smith, Bob Jaques, Vicky Jenson, Pat Ventura y otros dos animadores desconocidos.

### Personal
Acreditados:
- Mick Jagger: voz, coros
- Keith Richards: guitarra eléctrica, coros
- Ron Wood: guitarra eléctrica
- Bill Wyman: Bajo
- Charlie Watts: batería
- Chuck Leavell: órgano
- Ivan Neville: sintetizador, coros
- Bobby Womack: coros
- Don Covay: coros
- Tom Waits: coros

### Posicionamiento en las listas
| Listas (1986)                                                  | Mejor posición |
| -------------------------------------------------------------- | -------------- |
| Alemania (Media Control AG)                                    | 11             |
| Australia (Kent Music Report)                                  | 6              |
| Austria (Ö3 Austria Top 40)                                    | 13             |
| Bélgica (Flandes) (Ultratop 50)                                | 4              |
| Bélgica (VRT Top 30 Flanders)                                  | 4              |
| Canadá (RPM 100 Singles)                                       | 5              |
| Estados Unidos (Billboard Hot 100)                             | 5              |
| Estados Unidos (Billboard Hot Dance Club Play)*                | 4              |
| Estados Unidos (Billboard Hot Dance Music/Maxi-Singles Sales)* | 5              |
| Estados Unidos (Billboard Hot Mainstream Rock Tracks)          | 2              |
| Francia (SNEP)                                                 | 28             |
| Irlanda (IRMA)                                                 | 8              |
| Italia (FIMI)                                                  | 7              |
| Noruega (VG-lista)                                             | 6              |
| Nueva Zelanda (Recorded Music NZ)                              | 1              |
| Países Bajos (Dutch Top 40)                                    | 5              |
| Países Bajos (Mega Single Top 100)                             | 5              |
| Polonia (Polish Singles Chart)                                 | 24             |
| Reino Unido (UK Singles Chart)                                 | 13             |
| Suecia (Sverigetopplistan)                                     | 11             |
| Suiza (Schweizer Hitparade)                                    | 10             |

* Remix